# Imposta regionale sulle attività produttive
L'imposta regionale sulle attività produttive, nota anche con l'acronimo IRAP, è un'imposta istituita in Italia col decreto legislativo 15 dicembre 1997, n. 446 e attualmente in vigore.
A partire dall'anno d'imposta 2022 è previsto l'esonero dall'IRAP per le persone fisiche esercenti attività commerciali, arti e professioni di cui all’articolo 3, lettere b) e c) del d.l. 446/1997 (secondo i dettami della Legge 234/2021, nota come "Legge di bilancio 2022").

## Storia
L'Irap è stata istituita nell'ambito della riforma della finanza locale che ha tra l'altro istituito anche l'addizionale regionale Irpef. Con la sua istituzione sono stati soppressi l'Ilor (Imposta locale sui redditi), Iciap, imposta sul patrimonio netto delle imprese, tassa di concessione governativa sulla partita Iva, contributo per il servizio sanitario nazionale (tassa della salute), contributi per l'assicurazione obbligatoria contro la tubercolosi, contributo per l'assistenza di malattia ai pensionati, tassa di concessione comunale e la TOSAP.
La sua istituzione nel 1997, con validità dal 1/1/1998, sostituì i seguenti tributi:
- l'imposta locale sui redditi (ILOR),
- l'imposta comunale per l'esercizio di imprese e di arti e professioni (ICIAP),
- l'imposta sul patrimonio netto delle imprese,
- la tassa di concessione governativa per l'attribuzione del numero della partita IVA,
- il contributo per il servizio sanitario nazionale,
- il contributo per l'assicurazione obbligatoria contro la tubercolosi (quota eccedente quella prevista per finanziamento prestazioni economiche).

I suddetti tributi furono aboliti a decorrere dal 1º gennaio 1998. L'IRAP fu istituita dal governo Prodi, dall'allora Ministro delle finanze Vincenzo Visco. Con la Finanziaria 2008 assume la natura di imposta dello Stato il cui gettito e gestione sono lasciati alle Regioni.

## Descrizione
Nella sua applicazione più comune, colpisce il valore della produzione netta delle imprese, ossia, in termini generali, il reddito prodotto comprensivo dei costi per il personale e degli oneri e dei proventi di natura finanziaria.
È l'unica imposta a carico delle imprese che è proporzionale al fatturato e non applicata all'utile di esercizio. La legge che l'ha istituita prevede che il 90% del gettito ottenuto sia attribuito alle regioni allo scopo di finanziare il Fondo sanitario nazionale, come quota parte della spesa pubblica.

### Soggetti passivi d'imposta
Sono soggetti all'Irap (art. 3 D.Lgs. n. 446/97):
- società di capitali (Spa, Srl, Sapa) - art. 5
- enti che hanno per oggetto esclusivo o principale l'esercizio di un'attività commerciale - art. 5
- amministrazioni pubbliche (Stato, Regioni, Province, Comuni, ecc.) - art. 10-bis
- enti non commerciali residenti - art. 10
- società ed enti non residenti di qualsiasi tipo
- società in nome collettivo e società in accomandita semplice
- persone fisiche esercenti attività commerciali o di lavoro autonomo ad esclusione dei soggetti rientranti nel regime dei minimi (IRAP abolita per questa categoria dall'anno di imposta 2022)[2]
- produttori agricoli (solo se non esonerati)

### Determinazione dell'imponibile
La base imponibile si determina in maniera differente a seconda che il soggetto passivo sia:
1. un'impresa commerciale come società e enti commerciali - art. 5;
2. un produttore agricolo;
3. un ente non commerciale - art. 10;
4. una amministrazione o ente pubblici - art. 10-bis;
5. una banca o un'assicurazione - artt. 6 e 7;

È da notare che, se il contribuente esercita attività differenti, la base imponibile su cui si applica l'aliquota è costituita solamente dalla somma di quelle positive. Ad esempio, se un contribuente ha una base imponibile di € 100.000 relativa a un'impresa commerciale ed è anche produttore agricolo con una base imponibile pari a 20.000 €, l'aliquota sarà applicata a una base imponibile di 120.000 €.

#### Imprese commerciali
La base imponibile è data dalla differenza tra le voci classificabili nel valore della produzione come definito nello schema di bilancio del Codice Civile e le voci classificabili nel costo della produzione dello stesso schema. Dal costo della produzione è necessario escludere il costo del personale dipendente, le perdite su crediti (anche se di natura estimativa, come accantonamenti e svalutazioni) e gli interessi eventualmente compresi all'interno dei canoni di leasing.
I costi vanno considerati con le stesse regole di deduzione previste dalla normativa Irpef e Ires. In linea generale un costo non deducibile dal reddito ai fini Ires, ad esempio per una Srl, non sarà deducibile neppure dall'imponibile Irap.
Anche i soggetti non obbligati alla redazione del bilancio previsto dal Codice Civile (quindi snc, sas e imprese individuali con un volume d'affari inferiore a certi limiti) dovranno comunque riclassificare i propri costi e i propri ricavi in detto schema per determinare l'imponibile Irap.

#### Produttori agricoli
La base imponibile si determina come differenza tra l'ammontare dei corrispettivi e l'ammontare degli acquisti effettuati per la produzione come risultano da quanto dichiarato nella dichiarazione Iva.
È possibile scegliere di determinare l'imponibile come previsto per le imprese commerciali.
I produttori agricoli esonerati dall'Iva sono altresì esclusi anche dall'Irap.

#### Enti non commerciali e pubblici
È necessario operare due distinzioni. La prima in relazione alla tipologia di soggetto distinguendo tra Ente non commerciale o Amministrazione pubblica.

##### Enti non commerciali (Art. 10 D.Lgs.n. 446/1997)
Al comma 1 del citato articolo si precisa che l'imponibile di base è pari al totale dei compensi per lavoro dipendente, assimilato o autonomo occasionale, calcolato con il criterio della competenza (criterio retributivo). Al comma 2 si precisa che qualora l'ente svolga anche attività commerciale applica, per questa, il calcolo dell'imponibile proprio delle imprese commerciali (Art. 5 del citato decreto).

##### Amministrazioni pubbliche (Art. 10-bis D.Lgs. n. 446/1997)
Simile all'imponibile e alla trattazione degli enti non commerciali con tre importanti differenze, espresse rispettivamente nei commi 1 e 2 dell'articolo di riferimento, nel comma 2 dell'art. 16:
1. per l'IRAP retributiva degli enti pubblici il criterio per il calcolo dell'imponibile è quello di cassa;
2. qualora l'Amministrazione pubblica svolga attività commerciale, questa può optare per il calcolo dell'imponibile proprio delle imprese commerciali (Art. 5 del citato decreto). Questo è diverso da quanto avviene per gli enti privati non commerciali, per i quali la componente commerciale dell'Imposta non è opzionale. L'opzione, intelligentemente applicata, permette quasi sempre di ottenere risparmi sulla parte retributiva;
3. l'Imposta Irap retributiva degli enti e amministrazioni pubbliche non commerciali prevede un'aliquota diversa (art. 16 comma 2) del 8,50%.

Per le Amministrazioni pubbliche era previsto uno specifico modello di dichiarazione (IRAP-AP) fino al 2008 (periodo fiscale 2007), mentre dal 2009 (periodo fiscale 2008) la dichiarazione è unica per tutti, prevedendo diversi quadri a seconda della tipologia del contribuente (per le amministrazioni pubbliche sono i quadri IK, IR e IS). Nel caso in cui l'Amministrazione pubblica sia esclusa dalle imposte sui redditi, come avviene per gli Enti locali, il requisito di commercialità ricade sulla Rilevanza IVA (Enti definiti dall'art. 74 del TUIR).

#### Banche e assicurazioni
Le banche, le assicurazioni e altri tipi particolari di attività quali le società di intermediazione mobiliare (SIM) e le Sicav seguono norme particolari nella determinazione dell'imponibile.

### Aliquota e calcolo dell'imposta
L'importo da versare si ottiene applicando alla base imponibile, detta Valore della Produzione Netta, un'aliquota secondo quanto previsto dall'art. 16 del Decreto Legislativo n. 446 del 1997. Questo articolo prevede al primo comma l'aliquota del 3,90% (come modificata nel 2008; precedentemente era del 4,25%), al secondo l'aliquota differenziata dell'8,50% per le Amministrazioni pubbliche e al terzo comma la possibilità di elevare o ridurre la prima aliquota fino a un massimo dell'1%.
Negli ultimi anni sono state introdotte alcune forme di abbattimento della base imponibile per le micro imprese, per l'inserimento nel mercato del lavoro e per la ricerca sotto forma di deduzione.
Con la legge finanziaria per il 2005 è stata stabilita la possibilità per le Regioni di elevare l'aliquota ordinaria dell'1% in caso di sfondamento della spesa sanitaria. Tale possibilità è divenuta obbligo nella Finanziaria 2006 e ha comportato l'aumento dell'aliquota ordinaria al 5,25% per l'Abruzzo, la Campania, il Lazio, il Molise e la Sicilia relativamente agli anticipi dell'IRAP del 2006.
Con la legge finanziaria 2007 nell'ambito degli interventi noti come riduzione del cuneo fiscale è stata introdotta la deduzione dall'imponibile dell'intero costo dei contributi assistenziali e previdenziali versati per i lavoratori dipendenti a tempo indeterminato e di una deduzione di 5.000 euro, rapportata ad anno, per ogni lavoratore dipendente a tempo indeterminato impiegato nel periodo d'imposta. La deduzione decorre dal 1º febbraio 2007 nella misura del 50% e per l'intero ammontare a decorrere dal 1º luglio 2007. La deduzione potrà essere applicata con il primo acconto 2007 scadente il 18 giugno 2007 in quanto il decreto-legge n. 67/2007 ha eliminato il vincolo dell'approvazione comunitaria. Ciò nonostante non sono del tutto esclusi vincoli di compatibilità con la normativa comunitaria sulla concorrenza, in particolare se le deduzioni non fossero estese agli operatori dei settori bancario, assicurativo e finanziario per il momento escluse dall'agevolazione (il Governo si è impegnato a estendere la deduzioni anche a queste categorie), ma anche qualora venissero sollevate obiezioni su altri aspetti della nuova norma.
Con la legge finanziaria 2008 (art. 1, comma 226) l'aliquota del 4,25% è stata abbassata al 3,9%. Per le Regioni che avevano adottato una diversa aliquota, essendosi avvalse della possibilità di cui all'art. 16, comma 3 del D.Lgs. n. 446/1997, o essendo incorse nella misura richiamata sopra, relativa alla Finanziaria 2006, l'aliquota per il 2008 viene calcolata moltiplicando quella in vigore per il coefficiente 0,9176.
Nel 2011 i contribuenti soggetti all'aliquota di cui al comma 1 dell'art.16 del D.Lgs. n.446/1997, ossia le imprese commerciali, debbono calcolare il saldo del 2010 e gli acconti per l'anno in corso, tenendo conto che nelle Regioni Lazio, Calabria, Molise e Sicilia, si è aggiunto un ulteriore 0,15%. Resta invariata l'aliquota dell'8,50% relativa alle Amministrazioni pubbliche e alla parte istituzionale degli Enti non commerciali.

### Modalità di versamento
Il periodo d'imposta è determinato con le stesse regole previste per le imposte sul reddito. Anche per le regole di dichiarazione e di versamento si seguono le stesse regole di Irpef e Ires.
Fino al periodo fiscale 2007 è necessario allegare il modello della dichiarazione Irap (Quadro IQ) al modello Unico; successivamente in ottemperanza al disposto dell'art.1, comma 52 della Legge n. 244 del 2007 (Legge Finanziaria 2008) la dichiarazione non dovrà più essere presentata in forma unificata.
Il versamento, per le imprese commerciali, dovrà essere effettuato tramite il modello F24, sezione regioni, in due rate, generalmente da effettuarsi entro il 16 giugno (modifica con decorrenza 1º maggio 2007, precedentemente era il 20 giugno) e il 30 novembre dell'anno di competenza. Il saldo andrà versato il 16 giugno (precedentemente era il 20 giugno) dell'anno successivo unitamente al primo acconto del periodo d'imposta in corso. È previsto per la rata del 16 giugno il versamento nei 30 giorni successivi con la maggiorazione dello 0,4%.
Fanno eccezione al modello F24 le pubbliche amministrazioni che calcolano l'imponibile ai sensi dell'art. 10-bis del D.Lgs. n. 446/1997 che dal primo gennaio 2008 debbono utilizzare a tale scopo il modello F24-EP (Enti pubblici). Dal 14 marzo 2008 sono stati predisposti con la risoluzione n. 98/E i codici di versamento anche per la cosiddetta IRAP commerciale o mista, per quanto riguarda gli acconti e il saldo. Precedentemente, fino al 31 dicembre 2007 le pubbliche amministrazioni dovevano versare l'IRAP, sia quella Retributiva sia quella Commerciale, utilizzando il modello 124T, essendo vietato per loro, l'utilizzo del modello F24.
Conseguenza del divieto dell'utilizzo del modello F24 (diverso dall'F24-EP) per le pubbliche amministrazioni è l'impossibilità di fare compensazioni tra IRAP e altre imposte.

### Rimborso dell'imposta
L'Irap è indeducibile dalle imposte sui redditi. Diversi contribuenti avevano proposto ricorso contro i provvedimenti di diniego da parte dell'Agenzia delle Entrate dei rimborsi richiesti per le imposte dirette pagate in conseguenza dell'indeducibilità dell'Irap. Alcune Commissioni Tributarie avevano ritenuto che la norma in questione (art. 1 D.Lgs. n. 446/1997) poteva risultare illegittima per violazione del principio di capacità contributiva e rimesso gli atti alla Corte costituzionale.
Nell'attesa del giudizio, è stato emanato il decreto-legge n. 185/2008 (convertito dalla legge n. 2 del 2009) il quale dispone che è deducibile dalle imposte sul reddito una quota pari al 10% dell'Irap versata, qualora il contribuente abbia sostenuto costi del lavoro od oneri finanziari indeducibili.
La norma agisce retroattivamente ed è quindi possibile presentare istanza di rimborso per la parte di imposta sul reddito pagata in eccesso, purché alla data del 29 novembre 2008 non fossero trascorsi 48 mesi dal versamento. Restano accoglibili, nei limiti indicati, le istanze di rimborso già presentate.
La situazione può essere chiarita da un esempio numerico:
- reddito 1000
- imposte sul reddito Ires 275
- Irap versata 100

In questo caso, ipotizzando che sussistano costi del lavoro od oneri finanziari indeducibili, il contribuente può dedurre il 10% di 100 ovvero 10. Ne consegue che:
- reddito 990 (1000 - 10)
- imposte sul reddito Ires 272,25

Come si vede l'imposta sul reddito è ridotta di 2,75: questo è l'importo da richiedere a rimborso. In sostanza occorre applicare al 10% dell'Irap versata, l'aliquota dell'imposta sul reddito vigente nell'anno.
Qualora l'impresa sia in perdita, per effetto della deduzione potrà ottenere una maggiore perdita che, potrà portare in riduzione di altri redditi nell'anno o nei successivi secondo le norme ordinarie.

## Controversie
L'imposta ha, sin dalla sua introduzione, suscitato notevoli polemiche. Questo in quanto, andando a colpire il reddito al lordo del costo del personale, grava in particolar modo su imprese ad alta intensità di manodopera riducendone la redditività. 
L'imposta è stata oggetto di diverse critiche e anche di alcuni ricorsi alla Corte costituzionale per presunti vizi di costituzionalità. A oggi (ma alcuni ricorsi sono ancora pendenti), la Corte ha respinto tutte le censure dei ricorrenti.
Particolarmente importante la sentenza n. 156 del 2001, nella quale la Corte, respingendo diverse questioni di legittimità sull'Irap, ha individuato il presupposto dell'imposta nel valore aggiunto prodotto da attività autonomamente organizzate.
Alla pronuncia sono seguite decine di sentenze delle Commissioni Tributarie, confermate anche in Cassazione, tendenti a escludere il pagamento dell'imposta e ad ammetterne il rimborso per i lavoratori autonomi privi di autonoma organizzazione. La stessa Agenzia delle entrate ha accolto la tesi della necessità dell'autonoma organizzazione per i lavoratori autonomi, dando istruzioni agli uffici per l'abbandono del rilevante contenzioso in corso. In ogni caso, doveva proseguire il contenzioso nei confronti di taluni imprenditori (dal punto di vista fiscale), come artigiani, agenti di commercio e promotori finanziari, che avevano avviato cause sostenendo anch'essi la mancanza di organizzazione. Secondo l'Agenzia delle Entrate, l'organizzazione è infatti elemento necessario dell'attività d'impresa svolta da questi soggetti. Le innumerevoli sentenze in materia di autonoma organizzazione hanno ormai fissato due principi, la cui prova deve essere fornita dal contribuente:
- non devono essere presenti lavoratori dipendenti o collaboratori;
- i beni strumentali devono limitarsi al minimo indispensabile per l'attività svolta.

Recentemente, la Cassazione ha sostenuto l'applicabilità del concetto di autonoma organizzazione, anche ad agenti di commercio e promotori finanziari. Secondo la Corte è infatti irrilevante il fatto che tali attività ai fini delle imposte sul reddito siano qualificate come redditi d'impresa, ben potendo le stesse essere svolte anche senza organizzazione. Il punto però è ancora controverso.
Un altro intervento contro l'Irap è stato effettuato presso la Corte di Giustizia dell'Unione europea che è stata chiamata a decidere se tale tributo fosse in realtà un duplicato dell'Iva, come da parere dell'ormai famoso avvocato Jacobs. Tuttavia, il ricorso è stato respinto: in data 3 ottobre 2006 la Corte ha dichiarato la compatibilità dell'IRAP col diritto comunitario (sentenza n. 82/2006).

## Imposte analoghe in altri paesi

### Francia
Nel 2010 è stata introdotta la contribution économique territoriale a beneficio degli enti territoriali e composta da due imposte: la cotisation foncière des entreprisies, simile a un'imposta sugli immobili aziendali; la cotisation sur la valeur ajoutée des entreprises, con caratteristiche molto simili all'IRAP.
L'Irap francese è un'imposta proporzionale al fatturato e prevede una base imponibile (il valore aggiunto dell'impresa) con metodo di calcolo molto simile all'Irap italiana, che comprende il costo del personale, gli interessi passivi o il costo del capitale (di rischio e di debito) e gli utili d'esercizio. L'imposta è progressiva con aliquote che vanno dallo 0% per fatturati inferiori ai 500.000 euro, fino all'1,5% per le imprese con fatturati superiori ai 50 milioni di euro.

### Germania
La Gewerbesteuer è un'imposta municipale sugli utili e il costo del capitale delle imprese. In particolare all'utile di esercizio si aggiunge nella base di calcolo il 25% degli interessi passivi e del costo del capitale comunque sostenuto. L'aliquota varia da municipalità a municipalità. Il metodo di calcolo prevede che sull'utile d'esercizio (integrato degli interessi passivi e del costo del capitale) si applichi un'aliquota nazionale del 3,5%. Su tale base l'imposta è calcolata applicando dei moltiplicatori stabiliti localmente, che non possono mai essere inferiori al 200%, collocandosi normalmente tra il 350% e il 400%. Le grandi città applicano moltiplicatori anche del 490%. L'aliquota effettiva quindi va da un minimo del 7% (nel caso di moltiplicatore del 200%) fino al 17% (nel caso di moltiplicatore del 490%). L'imposta è dovuta anche quando l'impresa è in perdita.

### Giappone
Le municipalità giapponesi possono contare su imposte locali sui residenti e un'imposta locale sull'attività di impresa che si compone di tre parti: una quota calcolata sugli utili d'impresa con aliquota che cresce progressivamente fino al 10%; una quota calcolata sul 'valore aggiunto' dell'impresa la cui base imponibile è data dal costo del personale, gli interessi e gli affitti passivi, con aliquota variabile intorno allo 0,50%; una quota sul capitale netto (o patrimonio netto) con un'aliquota dello 0,2% circa. Queste imposte locali sull'attività di impresa si aggiungono alle imposte nazionali.

### Messico
Nel 2007 il Congresso messicano ha approvato un'imposta analoga all'Irap, denominata 'Impuesto Empresarial a Tasa Única (IETU)'. L'imposta, definita anche 'flat tax', prevede un'aliquota unica da applicarsi sul valore aggiunto della produzione di impresa calcolato secondo il principio di cassa, cioè tenendo conto degli effettivi pagamenti, e che deve essere versata se l'imposta è più elevata del corrispondente debito d'imposta calcolato sul reddito con le usuali modalità. In altri termini, la IETU svolge il ruolo di una 'minimum tax'. L'aliquota è del 17,5%. L'imposta quindi tassa gli utili d'impresa, gli interessi passivi, gli ammortamenti, i salari al lordo dei contributi sociali. Per quanto riguarda gli ammortamenti su macchinari e attrezzature, il costo d'acquisto viene dedotto nell'esercizio in cui è avvenuto l'esborso di cassa, a prescindere dalla vita utile, e quindi gli ammortamenti calcolati nella determinazione del reddito d'impresa non sono deducibili negli anni successivi dalla IETU.
Sottoposto a giudizio di legittimità costituzionale, la Corte de Justicia de la Nación il 9 febbraio 2010 ne ha decretato la compatibilità costituzionale, alla quale hanno fatto seguito altre analoghe decisioni in tal senso.
Durante l'iter di approvazione della legge istitutiva della IETU, le imprese statunitensi temevano che questa imposta, simile all'Imposta sul valore aggiunto fosse non deducibile ai fini della Convenzione per evitare la doppia imposizione tra Messico e Stati Uniti. Analogamente a quanto avvenuto per l'Irap italiana, nel 2007, l'Internal Revenue Service, l'agenzia esattoriale USA, ha stabilito, fino a nuova decisione, la detraibilità dell'imposta per le imprese residenti negli Stati Uniti operanti in Messico e soggette a imposizione sui redditi percepiti all'estero. Oggi oltre 40 paesi con cui il Messico ha siglato convenzioni contro le doppie imposizioni hanno ammesso la detraibilità della IETU.

### Stati Uniti
Diversi stati impongono una gross receipts tax, un'imposta proporzionale al fatturato, diversa dalla imposta sulle vendite (sales tax) e in aggiunta a questa. La differenza rispetto all'imposta sulle vendite è che non compare sullo scontrino e l'impresa è l'unica responsabile. Ha effetti economici di accumulo nel ciclo di vita del prodotto simili a quelli dell'imposta sulle vendite, soprattutto nei settori poco integrati verticalmente.
- Arizona - La Transaction privilege tax ha un'aliquota statale che, a seconda dei settori, può arrivare al 5,6% del fatturato. Le contee e le città possono applicare aliquote addizionali.[21]
- Delaware - Impone un'imposta sul fatturato con aliquote che variano dallo 0,096% all'1,92%, in relazione al settore di attività.[22]
- Hawaii - Lo stato impone The Hawaii General Excise Tax che genera circa la metà delle entrate proprie.[23]
- Illinois - Lo stato dell'Illinois sta considerando un'imposta sul fatturato con aliquota dell'1% per finanziare l'istruzione[24]
- Nuovo Messico - L'imposta ha un'aliquota che varia dal 5,125% all'8,6875%.[25]
- Ohio - Lo stato prevede la Commercial Activity Tax(CAT) con aliquota dello 0,26% della parte del fatturato superiore a 1.000.000 dollari.[26]
- Pennsylvania - Lo stato applica un'aliquota del 5% o del 5,9%.
- Washington - Lo stato applica la Business and Occupation Tax sul fatturato.[27]
- Virginia Occidentale – Lo stato ha applicato fino al 2009 una Business and Occupation Tax ora limita solo a imprese che operano in alcuni servizi di pubblica utilità, mentre le singole municipalità continuano ad applicare un'imposta analoga con aliquote variabili dallo 0,15% al 4%.[28]

### Ungheria
Con la legge C del 1990 sulle imposte locali (Az 1990. évi C. törvény), l'Ungheria ha introdotto l'imposta locale sulle attività produttive ('helyi iparűzési adót' - HIPA) gestita dalle municipalità locali. Analogamente all'IRAP, la base imponibile è data dai ricavi di beni e di servizi al netto del costo delle materie prime e dei servizi esterni intermedi; soggetti passivi sono le attività economiche condotte in forma di impresa o professionale, anche in via temporanea. L'aliquota è del 2%, dovuta anche in caso di perdita d'esercizio. Sulla stessa base imponibile, per imprese di dimensione media e grande è previsto un contributo aggiuntivo dello 0,3% destinato a finanziare l'innovazione e la ricerca.
Con l'adesione dell'Ungheria all'Unione europea si è posto il quesito della compatibilità di questo tributo con la VI Direttiva CEE del 1977 in materia di Imposta sul valore aggiunto, poi confluita nella direttiva europea 2006/112/EU. Nel 2007 la Corte di Giustizia dell'Unione europea è stata chiamata a decidere se tale tributo fosse in realtà un duplicato dell'Iva. In linea con una precedente decisione in materia di Irap per l'Italia, l'11 ottobre 2007 la Corte di Giustizia europea ha dichiarato la compatibilità del tributo locale ungherese col diritto comunitario in materia IVA (sentenza C 283/2006).
(Nota: Le informazioni riportate, specialmente quelle di carattere tecnico (aliquote e modalità di calcolo versamento), possono essere oggetto di modifiche anche radicali con l'evoluzione della normativa)

## Riferimenti normativi
- Decreto legislativo 15 dicembre 1997, n. 446 - Istituzione dell'imposta regionale sulle attività produttive, revisione degli scaglioni, delle aliquote e delle detrazioni dell'Irpef e istituzione di un'addizionale regionale a tale imposta, nonché riordino della disciplina dei tributi locali
- Art. 1 del Decreto legislativo 18 dicembre 1997, n. 471 - Riforma delle sanzioni tributarie non penali in materia di imposte dirette, di imposta sul valore aggiunto e di riscossione dei tributi, a norma dell'articolo 3, comma 133, lettera q) , della legge 23 dicembre 1996, n. 662.